# Hettich
Hettich är en underleverantör till möbelbranschen och tillverkar olika beslag m.m.
Dagens Hettich grundades 1930 i Herford av bröderna Paul, August och Franz Hettich och är fortfarande ägt av familjen Hettich. Då hade man sedan 1888 haft tillverkning i Schramberg i Schwarzwald. Företaget har fått sina framgångar genom innovationer och utvecklingsarbete. Under de första åren tillverkade man gångjärn för pianon, möbler och cigarrlådor. Man har sedan vidaretutvecklat sortimentet. 
Idag är Hettich en internationell verksam koncern inom möbelindustrin. Det är möbelindustrin och fackhandeln med privatmarknaden som är företagets kunder. Idag arbetar 5000 i företaget varav 3000 i Tyskland. Huvudkontoret och huvudfabriken ligger i Kirchlengern. Koncernen omsätter totalt 640 miljoner euro. Man har 36 dotterbolag runt om i världen och finns i mer än 100 länder. Tillverkning finns i Europa, Nord- och Sydamerika och Asien.
För den svenska och norska marknaden ansvarar Hettich Skandinaviska vars huvudkontor ligger i Jönköping.